# Gustav Kemmann

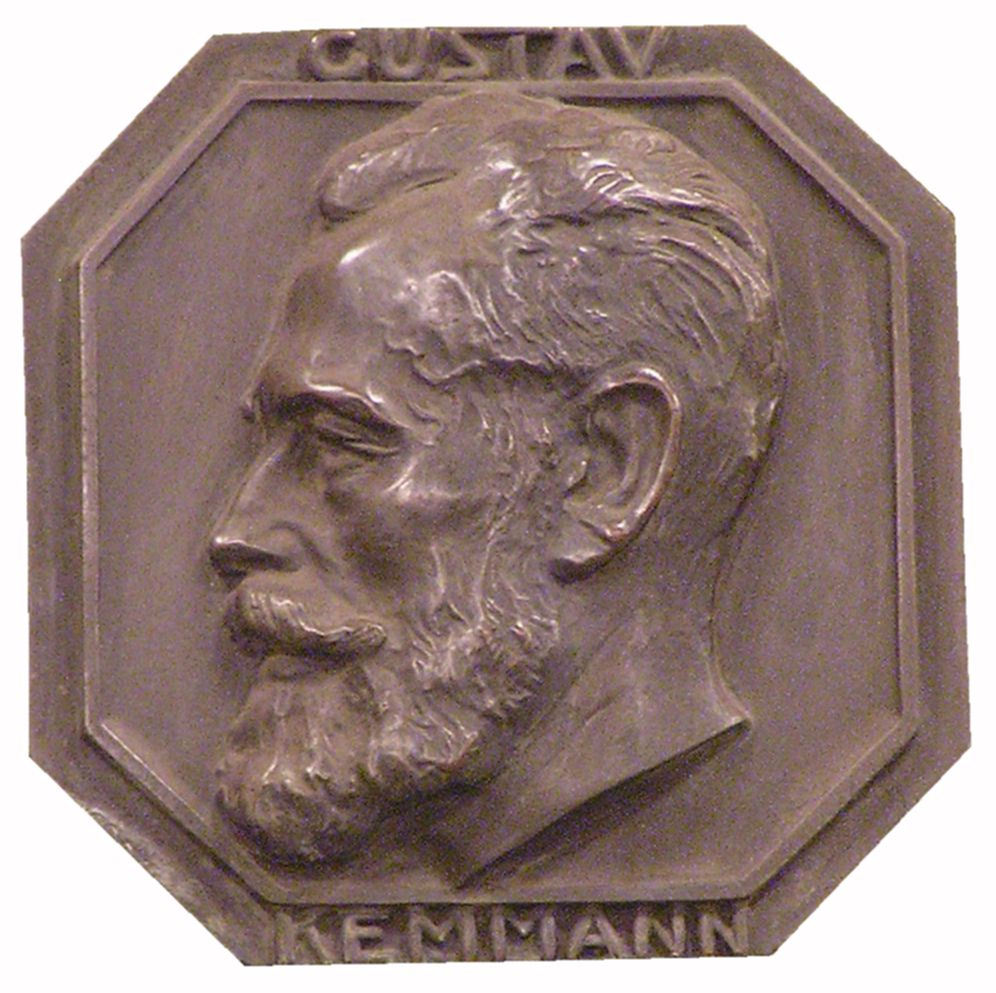
Gustav Kemmann

Gustav Kemmann (* 10. Juni 1858 in Mettmann; † 9. Februar 1931 in Berlin) war ein deutscher Verkehrswissenschaftler und ein bedeutender, international tätiger Verkehrsexperte in der Frühphase der Entwicklung des großstädtischen öffentlichen Verkehrswesens. Mit seinen Gutachten trug er entscheidend zum Bau der Berliner U-Bahn bei.

## Leben
Von 1878 bis 1882 studierte Kemmann Bauingenieurwesen an der Königlichen Bauakademie in Berlin, die ab 1879 zur Technischen Hochschule Charlottenburg gehörte, der Vorgängerin der heutigen Technischen Universität Berlin. Während seines Studiums wurde er Mitglied des Corps Rheno-Guestphalia Berlin. Das Studium schloss er mit der ersten Staatsprüfung als Regierungsbauführer ab und erhielt neben anderen für seine guten Leistungen am 17. Juni 1882 eine Reise-Prämie von 900 Mark zugesprochen. Zweckbestimmung der Prämie war eine Studienreise zur Vervollkommnung der Ausbildung. Unmittelbar nach der Studienreise folgte zunächst eine Anstellung bei der Königlichen Eisenbahndirektion Köln und die Vorbereitung zur zweiten Staatsprüfung in Berlin. 1886, nach dem Abschluss der Prüfung erfolgte die Ernennung zum Regierungsbaumeister (Assessor). Nach Übertritt in die Dienste der Königlichen Eisenbahndirektion Frankfurt unternahm Kemmann 1887 eine erste Studienreise nach England und aufgrund eines Stipendiums 1888 eine zweite Studienreise nach London.
1889 holte der preußische Minister der öffentlichen Arbeiten Kemmann nach Berlin in die Eisenbahnabteilung seines Ministeriums. In dieser Zeit erstellte er sein erstes Verkehrsgutachten im Auftrag der Deutschen Bank; er begutachtete die Argentinische Nordostbahn. Von 1891 bis 1896 war Kemmann dann als Regierungsrat im Kaiserlichen Patentamt beschäftigt. 1892 erschien Kemmanns Buch über den Verkehr Londons, das weitreichende Beachtung fand und ihn zu einem gefragten Verkehrsexperten machte.
Als 1896 Werner von Siemens bezüglich der Finanzierung seines Hochbahnprojektes an die Deutsche Bank herantrat, wandte sich diese an Kemmann und beauftragte ihn, das Vorhaben hinsichtlich seiner Wirtschaftlichkeit, vor allem bezüglich der zu erwartenden Nachfrage, zu begutachten. Mit seiner Verkehrsprognose betrat Kemmann damals verkehrswissenschaftliches Neuland. Anhand selbst durchgeführter Verkehrszählungen schätzte er den zu verlagernden Verkehr ab. Zusätzlich ermittelte er aus den Einwohnerzahlen einen zu erwartenden Neuverkehr. Diese von ihm erkannten Einflussgrößen bilden bis heute die Grundlagen der Verkehrsprognose. Kemmanns Prognose für das erste Betriebsjahr der auf der Stammstrecke der Berliner Hoch- und Untergrundbahn von 22,5 Millionen Fahrgästen erfüllte sich dann auch mit erstaunlicher Präzision; es wurden 22,664 Millionen Fahrgäste gezählt.

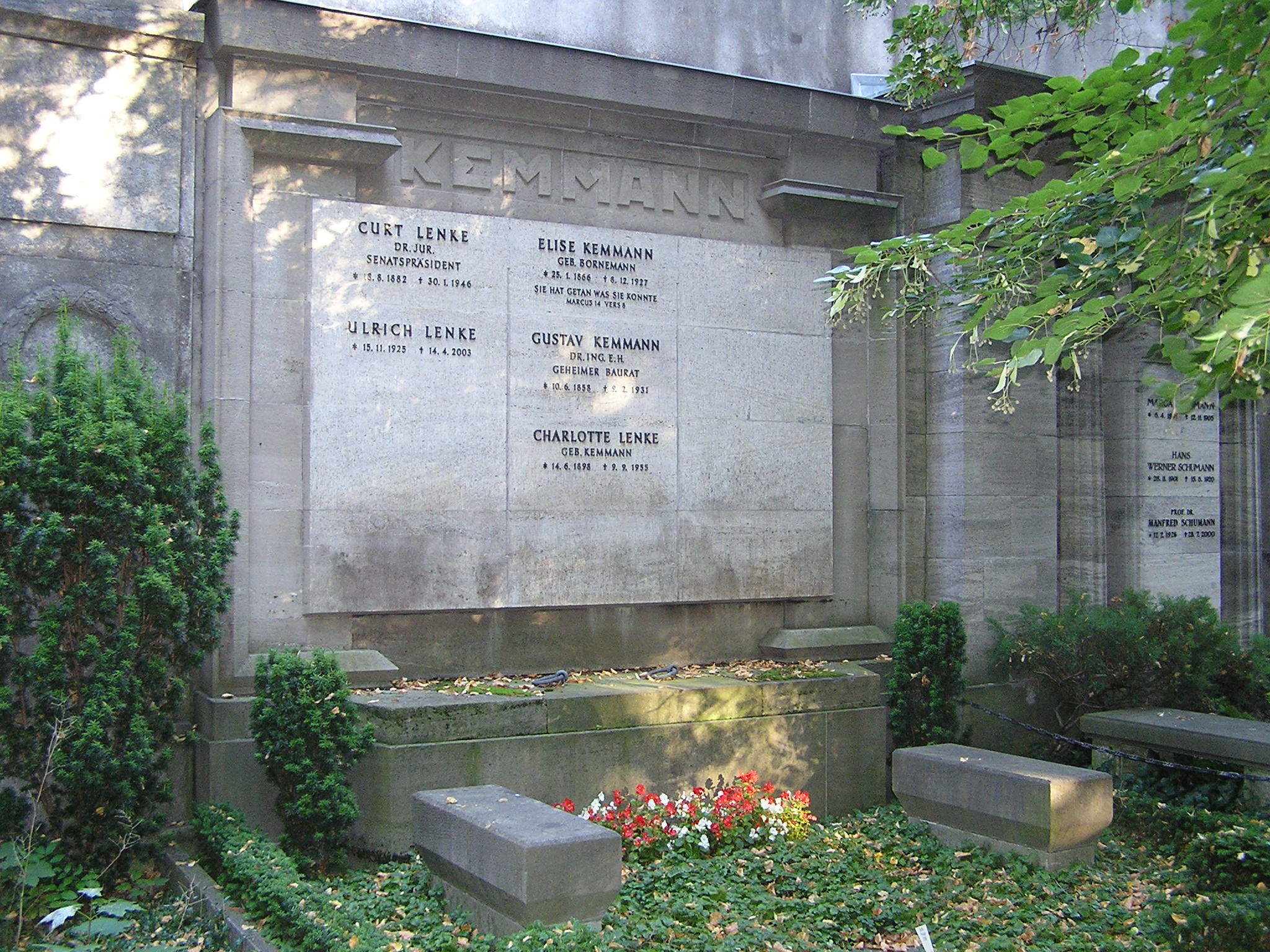
Familiengrab Kemmann auf dem Friedhof Wilmersdorf

Schwerpunkt der Tätigkeiten blieb das Berliner Verkehrswesen. Als Berater im Aufsichtsrat der Hochbahngesellschaft steuerte er über drei Jahrzehnte die Entwicklung der Berliner Hoch- und Untergrundbahn mit. Weiterhin wurde er fortgesetzt als Gutachter in Verkehrsfragen von der Deutschen Bank eingesetzt. So wirkte er als Berater und als Gutachter bei der Entwicklung der städtischen Verkehrsmittel in Hamburg, Köln, Wien, Rotterdam, London, New York, Boston und Buenos Aires mit.
Auch für die erste eigene U-Bahn der Stadt Berlin, die Nordsüdbahn (heute großteils U6), fertigte Kemmann zahlreiche Gutachten, unter anderem zur Nachfrageprognose, zum Tarif und zur bau- und betriebstechnischen Ausstattung. Weitsicht bewies er bei der Durchsetzung des in England entwickelten und dort erfolgreich eingesetzten selbsttätigen Signalsystems für diese Strecke gegen den Widerstand konservativer Fachkreise. Aber auch vergleichsweise kleinen bahntechnischen Problemen widmete Kemmann seine Aufmerksamkeit. So wurde ihm 1926 für die heute selbstverständlichen Schließvorrichtungen an den Türen der U-Bahn-Wagen mit Gummileisten zum Schutz gegen Verletzungen ein Patent erteilt, das später durch die Firma Kiekert vermarktet wurde.
1930 veranlasste Kemmann in seiner Heimatstadt Mettmann die Einrichtung einer Oberleitungsbus-Linie. Dies war die erste neuzeitliche Oberleitungsbus-Strecke Deutschlands.
Sein letztes Gutachten erstellte Kemmann 1931 dann bereits für die BVG, die ab 1929 U-Bahnen, Straßenbahnen und Busse in Berlin betrieb. Es behandelte die Frage der Tarif- und Verkehrsgestaltung. Kemmann bezeichnete es selbst als sein umfangreichstes Gutachten. Wenige Tage nach Fertigstellung des BVG-Gutachtens verstarb Kemmann am 9. Februar 1931 während einer Straßenbahnfahrt an einem Herzschlag. Er wurde auf dem Städtischen Friedhof Wilmersdorf beigesetzt. Sein Grab wird heute als Ehrengrab der Stadt Berlin geführt.

## Ehrungen

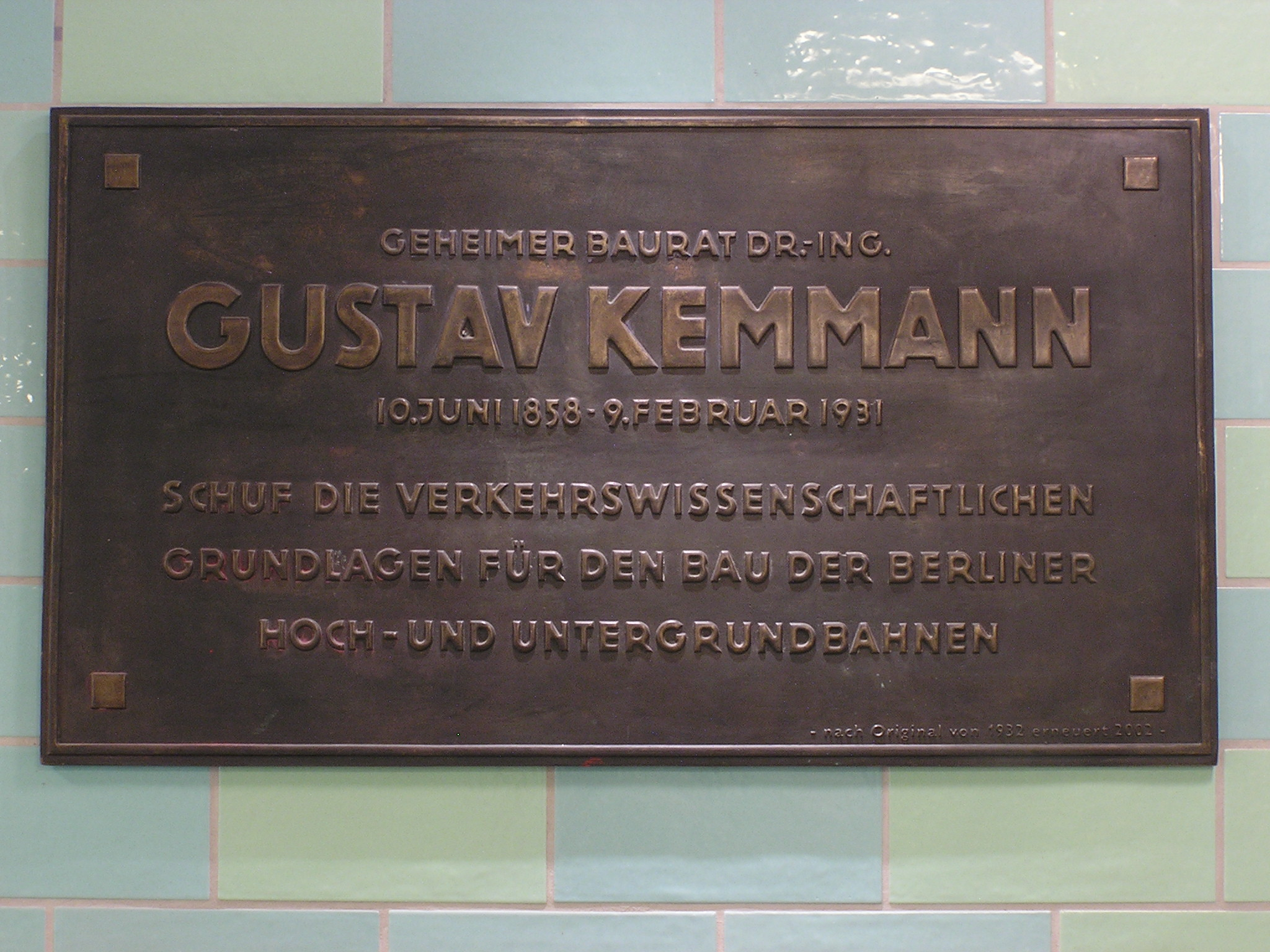
Gedenktafel für Gustav Kemmann im U-Bahnhof Alexanderplatz

Bereits zu Lebzeiten wurden Kemmann zahlreiche Ehrungen zuteil. 1911 erhielt er das Diplom des Großen Preises der Internationalen Eisenbahn- und Verkehrsausstellung Buenos Aires. Im gleichen Jahr wurde er in den Architekten-Verein zu Berlin aufgenommen. Im U-Bahnhof Klosterstraße wurde bereits zur Eröffnung im Juli 1913 eine Gedenktafel eingeweiht. Diese informiert über die Entwicklung der U-Bahn. Am rechten und linken Rand der Tafel befinden sich 16 Reliefporträts von Persönlichkeiten, die zur Entwicklung der Berliner U-Bahn beigetragen haben, unter ihnen auch Gustav Kemmann. Im Oktober des Jahres 1913 wurde dann Kemmann im Rahmen der Eröffnung der Wilmersdorf-Dahlemer Untergrundbahn zum Geheimen Baurat ernannt. 1918 verlieh ihm die Berliner Technische Hochschule „in Anerkennung seiner hervorragenden Verdienste um die wissenschaftliche Erkenntnis der Betriebs- und Verkehrsleistungen und der wirtschaftlichen Daseinsbedingungen der städtischen Verkehrsmittel sowie um die hieraus sich ergebende praktische Förderung des städtischen Verkehrswesens“ die Ehrendoktorwürde (Dr.-Ing. E. h.). Ein Jahr später wurde er auf Vorschlag des preußischen Ministers der öffentlichen Arbeiten zum „außerordentlichen Mitglied der Akademie des Bauwesens“ berufen.
Am ersten Todestag Kemmanns wurde auf der Zwischenebene des U-Bahnhofs Alexanderplatz eine Tafel zum Gedenken an Gustav Kemmann enthüllt. Im Zweiten Weltkrieg wurde diese demontiert und eingeschmolzen. Erst am 21. Dezember 2002 wurde an gleichem Ort eine Replik montiert.
In Spandau wurde 1955 eine neu angelegte Straße, der Kemmannweg, nach ihm benannt. Seit 2006 erinnert auch in Kemmanns Geburtsstadt Mettmann eine Gedenktafel an ihn.

## Schriften (Auswahl)
Kemmann war ein bedeutender Fachschriftsteller. Mit seinen zahlreichen Veröffentlichungen in Fachzeitschriften, teilweise prämierten Buchveröffentlichungen und auch seinen Gutachten hat er die Fachliteratur seiner Zeit maßgeblich bereichert. Viele heute gebräuchliche Fachausdrücke im Signalwesen gehen auf ihn zurück.
- Der Verkehr Londons mit besonderer Berücksichtigung der Eisenbahnen. Verlag von Julius Springer, Berlin 1892.
- Die Berliner Elektrizitätswerke bis Ende 1896 / Geplant und Erbaut von der Allgemeinen Elektrizitäts-Gesellschaft. Verlag von Julius Springer, Berlin 1897.
- Zur Eröffnung der elektrischen Hoch- und Untergrundbahn in Berlin. Julius Springer, Berlin 1902.
Verkleinerter Nachdruck, hrsg. von AG Berliner U-Bahn: GVE-Verlag, Berlin 2002, ISBN 3-89218-077-6.
- Der Londoner Verkehr nach dem Bericht des englischen Handelsamts. Verlag von Julius Springer, Berlin 1909.
- Das Bahnnetz von Berlin und Vororten. Sonderdruck aus: Das deutsche Eisenbahnwesen der Gegenwart. Verlag von Reimar Hobbing, Berlin 1911.
- Zur Schnellverkehrspolitik der Grossstädte. Verlag von Ernst Wasmuth, Berlin 1911.
- Vorstudien zur Einführung des selbsttätigen Signalsystems auf der Berliner Hoch- und Untergrundbahn. Verlag von Julius Springer, Berlin 1914.
- Professor Dr. Ing. Oder †. In: Verkehrstechnische Woche und Eisenbahntechnische Zeitschrift. Band 9, Nr. 6. Berlin 7. November 1914, S. 72–74 (Nachruf Moritz Oder).
- Die selbsttätige Signalanlage der Berliner Hoch- und Untergrundbahn nebst einigen Vorläufern. Verlag von Julius Springer, Berlin 1921.
- 50 Jahre Stettiner Strassenbahn 1879-1929. Stettin 1929.
- Die Berliner Verkehrs-Aktiengesellschaft. Betrachtungen zur Tarif- und Verkehrsgestaltung. Berlin 1931.
- Artikel zu städtischen Schnellbahnen in Victor von Röll (Hrsg.): Enzyklopädie des Eisenbahnwesens. 2. Auflage in 10 Bänden. Urban & Schwarzenberg, Berlin / Wien 1912–1923.[5][6][7][8][9][10][11][12][13][14][15][16][17][18]